# 元美京
元美京（1960年4月24日—），韓國女演員。
元美京於1978年出道後，在1980年代為韓國最著名的三大女演員之一。她與任導演的丈夫李昌順於1987年結婚後，在1990年代開始減低影視作品產量，並於2002年與丈夫及子女移居美國。息影近15年後，她於2016年起重新活躍於幕前演出。

## 簡歷

### 早期經歷
元美京於1960年4月生於江原道春川市，其父出身於北方的咸鏡南道咸興，而其家境亦相當殷實，在春川朝陽洞擁有佔地280多坪（約9000平方英尺）的大房子。她自幼在父母的寵愛下長大，曾在每天早晨裝作肚子疼而逃學。由於其父特別疼愛她，於是從在她小學一年級時開始讓她跳舞，但除了舞蹈外她還愛好美術，經常參加寫生比賽獲獎。但是在她11歲時，其父被朋友利用作債務擔保，結果令她的家庭傾家蕩產，不得已地搬到了首爾鍾路區謀生。 此後，她升入首爾女子高中後，一直以考入大學為目標學習。
高中三年級（1978年）時，她與朋友抱著玩票心態參與樂天小姐選拔大賽，結果她在眾多競爭者突圍而出，在第3屆樂天小姐選舉中獲得冠軍，其後以東洋廣播（TBC）公開招聘第20期演員身份出道。

### 第一次全盛期
元美京在1979年首度參演電影《青春的陷阱》，旋即獲得大鐘獎最佳新人女演員獎，並在翌年的《你是我的命運》中獲得百想藝術大獎的電影部門新人獎，一舉囊括主要影視獎項的新人獎。元美京在當時普遍被視為是1980年代初期的第三代「三駕馬車」女演員之首，與同期出道的李美淑、鄭愛利及李甫姬同列為韓國的三大女演員，甚至其人氣能與在1970年代已走紅的上一代「三駕馬車」丁允姬、俞知仁及張美姬齊名。
但是，在1982年她與年長14歲的記者分手後，該人主動公開兩人的關係，導致其形象受到打擊，因此在同年的KBS週末劇《純愛》中提早退出。同年11月，她因演技優秀而獲MBC邀請參演電視劇《黃真伊》，但因KBS與MBC之間的爭拗，在出演八集後退出。由於前述的緋聞問題，導致她在之後被列入電視台的禁止出演名單之中，而在1984年更因爆出同居的新聞，連專屬廣告代言合同也被取消，迎來演藝生涯的低潮。
之後，元美京因禁令轉往大螢幕發展，堅持繼續演藝活動，並於1982年至1984年間出演了21部電影。在此段時間期間，元美京參演的電影不少皆有不俗的票房成績，如《叛奴》（1982年）、《人間市場－小魔鬼的二十二歲自傳》（1983年）及《黎明的飛鳥》（1984年）等。1984年，她主演的《女人殘酷史》更是韓國首部獲坎城影展邀請為非競賽片的電影。

### 第二次全盛期
1984年，在韓國政府的要求下，電視台解除對演員的演藝禁令，元美京在同年與鄭愛利聯袂出演MBC的週末劇《愛情與真實》，再度迎來演藝生涯的第二次全盛期，而她亦在這時起將演藝重心轉移至電視劇之上。之後，元美京在同年的百想藝術大獎中，以《女人殘酷史》獲得電影部門的最優秀演技獎，同時在MBC演技大獎中獲得最優秀獎以作肯定。
其後，元美京在1989年以《幸福的女人》最終獲得了MBC演技大賞的最高榮譽大獎，並在1990年及1991年，以電影《只是因為你是女人》分別獲得了青龍電影獎和大鐘獎的女主角獎，成功達成奪得三大電影獎的最高演技獎項的榮譽。

### 退隱期及再次復出
元美京於1987年與任職MBC電視台導演的丈夫李昌順結婚後，先後誕下兩女一子。1993年，元美京曾宣布短暫引退，並與丈夫移居美國共同照顧孩子，而其子女亦在美國長大。此後，由於希望專心照顧子女，她曾在媽媽和演員兩個身份之間感到矛盾，但在丈夫的鼓勵下，她在1995年至2002年間，曾斷續地返回韓國參演六部電視劇。2002年，她演畢MBC電視劇《告白》後，正式移居美國，其家庭與元美京的姐姐住在附近一起生活，因此元美京在美亦沒有感到孤獨。
在美國居住近14年後，元美京在2016年初因子女鼓勵她在幕前復出，加上當時MBC週末劇《家和萬事成》劇組亦積極勸說元美京復出，她亦依然對演藝存有熱情，因此決定事隔14年在小螢幕復出。
元美京在復出後，先後在2017年的《世上最美麗的離別》中飾演患上癌症的媽媽，成功獲得觀眾的共鳴，因而獲得「國民媽媽」的稱號。2020年，她參演《了解的不多也無妨，是一家人》，該劇以在家庭劇框架內的創新劇情發展，獲得了「最現實的家庭劇」的好評。

## 演出作品

### 電視劇
- 1978年：TBC《波濤啊，說話吧》
- 1978年：TBC《那片土地上的人們》
- 1981年：KBS《銀河水》
- 1981年：KBS《巴威穀人》
- 1981年：KBS《大命》飾演 仁宣王后
- 1981年：KBS《夜行列車》
- 1982年：KBS《花風（朝鲜语：꽃바람）》
- 1982年：KBS《純愛（朝鲜语：순애 (드라마)）》
- 1982年：MBC《黃真伊（朝鲜语：황진이 (1982년 드라마)）》飾演 玉香
- 1984年：MBC《簡蘭兒（朝鲜语：간난이）》飾演 簡蘭兒
- 1984年：MBC《愛情與真實（朝鲜语：사랑과 진실）》飾演 李美善
- 1986年：MBC《朝鮮王朝五百年－回天門（朝鲜语：회천문）》飾演 金介屎
- 1987年：MBC《都市的面孔（朝鲜语：도시의 얼굴）》飾演 恩惠
- 1988年：MBC《到了明天（朝鲜语：내일이 오면 (1988년 드라마)）》飾演 杜羅美
- 1989年：MBC《幸福的女人（朝鲜语：행복한 여자 (1989년 드라마)）》飾演 李順心
- 1990年：MBC《愛情的終結（朝鲜语：사랑의 종말）》飾演 尹惠善
- 1991年：SBS《孤獨的門（朝鲜语：고독의 문）》飾演 金惠珍
- 1992年：SBS《創社特輯電視劇－去哪裏呢》飾演 小女兒
- 1993年：KBS《野菊花（朝鲜语：들국화 (1993년 드라마)）》飾演 恩善
- 1993年：SBS《生活著（朝鲜语：산다는 것은）》飾演 洪元表
- 1995年：MBC《Apartment（朝鲜语：아파트 (드라마)）》飾演 李智京
- 1996年：MBC《敞開心扉吧（朝鲜语：가슴을 열어라）》飾演 崔惠珠
- 1998年：KBS《恩實（朝鲜语：은실이）》飾演 林清玉
- 1998年：MBC《特別企劃電視劇－Piano（朝鲜语：피아노 (1998년 드라마)）》飾演 珍熙
- 2000年：MBC《大嬸（朝鲜语：아줌마 (드라마)）》飾演 吳三淑
- 2002年：MBC《告白（朝鲜语：고백 (2002년 드라마)）》飾演 鄭允美
- 2016年：MBC《家和萬事成》飾演 裴淑女
- 2017年：SBS《悄悄話》飾演 安明瑄
- 2017年：tvN《世上最美麗的離別》飾演 金仁熙
- 2018年：tvN《Drama Stage－Not Played》飾演 羅仁淑
- 2020年：tvN《了解的不多也無妨，是一家人》飾演 李真淑
- 2024年：MBC《美好世界》飾演 吳高銀
- 2025年：tvN《未知的首爾》飾演 金露莎

### 電影
- 1979年：《青春的陷阱（朝鲜语：청춘의 덫 (영화)）》
- 1979年：《第3漢江橋（朝鲜语：제3한강교 (영화)）》飾演 美淑
- 1980年：《晚的讚歌（朝鲜语：밤의 찬가）》
- 1980年：《你是我的命運（朝鲜语：너는 내 운명 (1980년 영화)）》飾演 真子
- 1980年：《笨蛋們漫長的冬天（朝鲜语：머저리들의 긴 겨울）》
- 1980年：《外人們（朝鲜语：외인들）》
- 1980年：《野性姑娘（朝鲜语：야성의 처녀）》飾演 耀娜
- 1981年：《冰點81（朝鲜语：빙점 81）》飾演 陽子
- 1981年：《有色彩的女子（朝鲜语：색깔있는 여자）》飾演 張順女
- 1981年：《金斗漢哥，白索尼哥（朝鲜语：김두한형 시라소니형）》
- 1981年：《受到招待的人們（朝鲜语：초대받은 사람들）》
- 1982年：《F學分的天才們（朝鲜语：F학점의 천재들）》
- 1982年：《朋友啊，安靜地走吧（朝鲜语：친구여 조용히 가다오）》
- 1982年：《喝彩（朝鲜语：갈채 (1982년 영화)）》飾演 娜英
- 1982年：《鍾路布爾斯（朝鲜语：종로 부르스）》
- 1982年：《叛奴（朝鲜语：반노）》飾演 洪雅
- 1982年：《愛情的奴隸（朝鲜语：사랑의 노예）》
- 1983年：《跳舞的蝸牛（朝鲜语：춤추는 달팽이）》
- 1983年：《你是壞人（朝鲜语：당신은 나쁜 사람）》
- 1983年：《人間劇場（朝鲜语：인생극장）》
- 1983年：《人間市場－小魔鬼的二十二歲自傳（朝鲜语：인간시장 - 작은 악마 스물두살의 자서전）》飾演 多惠
- 1983年：《鐵人們（朝鲜语：철인들）》
- 1983年：《不是臉而是心（朝鲜语：얼굴이 아니고 마음입니다）》
- 1984年：《女人殘酷史（朝鲜语：여인 잔혹사 물레야 물레야）》
- 1984年：《沒有名字的女人（朝鲜语：이름없는 여자）》
- 1984年：《火鳥的沼澤（朝鲜语：불새의 늪）》飾演 奉恩
- 1984年：《白天與黑夜（朝鲜语：낮과 밤 (1984년 영화)）》
- 1984年：《離婚法庭（朝鲜语：이혼법정）》
- 1984年：《黎明的飛鳥（朝鲜语：뜸부기 새벽에 날다）》飾演 春熙
- 1984年：《南與北（朝鲜语：남과 북 (1984년 영화)）》
- 1984年：《情炎的海鷗（朝鲜语：정염의 갈매기）》
- 1984年：《心臟在跳啊（朝鲜语：심장이 뛰네 (1984년 영화)）》飾演 英熙
- 1985年：《小姐與士官（朝鲜语：아가씨와 사관）》
- 1985年：《恣女木（朝鲜语：자녀목）》
- 1985年：《Miss Kim（朝鲜语：미스 김）》飾演 敏愛
- 1985年：《人間市場2－火熱的慾望（朝鲜语：인간시장 2 - 불타는 욕망）》飾演 多惠
- 1985年：《辣椒裏放捲心菜（朝鲜语：고추밭에 양배추）》
- 1986年：《變鋼鎖（朝鲜语：변강쇠）》飾演 雄女
- 1987年：《私奴（朝鲜语：사노）》飾演 吳月
- 1987年：《變鋼鎖2（朝鲜语：변강쇠 2）》飾演 雄女
- 1988年：《會長，我們的會長（朝鲜语：회장님, 우리 회장님）》飾演 楊理事
- 1989年：《新沙洞燕子（朝鲜语：신사동 제비）》飾演 美英
- 1990年：《只是因為你是女人（朝鲜语：단지 그대가 여자라는 이유만으로）》飾演 林正熙
- 1993年：《華嚴經（英语：Hwa-Om-Kyung）》飾演 荷花姑娘

## 獲獎
- 1979年：第18屆大鐘獎 - 最佳女新人獎
- 1980年：第16屆百想藝術大獎 - 電影部門女子新人演技獎
- 1984年：第20屆百想藝術大獎 - 電影部門女子最優秀演技獎
- 1984年：第4屆韓國電影評論家協會獎 - 最佳女主角獎
- 1984年：MBC演技大獎 - 最優秀演技獎
- 1989年：MBC演技大獎 - 大獎
- 1990年：第11屆青龍電影獎 - 最佳女主角獎
- 1991年：第29屆大鐘獎 - 最佳女主角獎
- 1993年：第20屆韓國放送大獎 - 演員獎
- 2000年：MBC演技大獎 - 女子最優秀演技獎
- 2001年：第37屆百想藝術大獎 - 電視部門女子最優秀演技獎